# Heinrich Toeller
Heinrich Toeller (* 8. Juli 1911 in Hamburg; † 24. Januar 1999 in Kronberg im Taunus) war ein deutscher Technischer Physiker.

## Leben
Nach dem Abitur an einer Oberrealschule im Jahr 1929 studierte Heinrich Toeller Technische Physik an der Technischen Hochschule (TH) Darmstadt und schloss sein Studium 1934 mit Auszeichnung ab. Im selben Jahr begann er seine berufliche Laufbahn bei Hartmann & Braun. Dem Unternehmen gehörte er bis 1974 an, zuletzt als Mitglied des Vorstands. Vier Jahre nach seinem Eintritt bei Hartmann & Braun übernahm er die Leitung des Mengenmesslabors. Im selben Jahr promovierte Toeller  an der TH Darmstadt mit der Note sehr gut zum Doktoringenieur. Ab dem Jahr 1948 leitete er sämtliche Labore bei Hartmann & Braun, 1958 wurde er Leiter der Entwicklung und Konstruktion und 1960 Mitglied des Vorstands.
Heinrich Toeller gehörte dem Verein Deutscher Ingenieure (VDI), in dem er ehrenamtlich aktiv war, mit der Mitgliedsnummer 39474 an. Seit dem Jahr 1938 war er in Ausschüssen des VDI vertreten. Von 1953 bis 1957 hatte er den Vorsitz des Frankfurter Bezirksvereins des VDI inne. 1953 wurde er auch Mitglied des VDI-Vorstandsrates, der Vorgängereinrichtung der VDI-Vorstandsversammlung. Ab 1960 saß Toeller der VDI/VDE-Fachgruppe „Elektrisches und wärmetechnisches Messen“ vor. Im Jahr 1968 wurde er Mitglied des VDI-Vorstands. Von 1969 bis 1977 war er als Kurator Vorsitzender des wissenschaftlichen Beirats des VDI und zugleich Präsidiumsmitglied des VDI. Während dieser Zeit war er maßgeblich an einer weitreichenden Satzungsänderung beteiligt, die den VDI offener für neue Technologien gestalten sollte.
Heinrich Toeller war auch Kurator der Physikalisch-Technischen Bundesanstalt (PTB) und der BAM Bundesanstalt für Materialforschung und -prüfung (BAM). Er gehörte dem Präsidium des Deutschem Institut für Normung (DIN) an und war Mitglied des wissenschaftlichen Rates der Arbeitsgemeinschaft Industrieller Forschungsvereinigungen. Daneben gehörte er einigen Stiftungskuratorien an. Von 1971 bis 1981 saß er der Vereinigung von Freunden der Technischen Hochschule Darmstadt vor.

## Ehrungen
- 1934: Verleihung der Müller-Alewyn-Plakette der TH Darmstadt als Jahresbester für seine mit „besonderer Auszeichnung bestandene Diplomprüfung“[2]
- 1949: VDI-Ehrenring[2][8]
- 1960: Ehrenmitgliedschaft des Akademischen Vereins Darmstadt
- 1962: Fellow der Instrument Society of America[9]
- 1968: Ehrensenator der TH Darmstadt[10]
- 1970: VDI-Ehrenmünze[11]
- 1979: Ehrenmitgliedschaft des VDI[2]
- 1983: Großes Bundesverdienstkreuz[2]